# Ephydridae
Las moscas efídridas (Ephydridae), conocidas comúnmente como moscas de las riberas o moscas de los playones, son una familia de insectos Brachycera del orden Diptera. Ephydridae es una de las familias más diversas de los dípteros acaliptrados, con más de 1.500 especies en alrededor de 110 géneros.
Las moscas de las riberas se encuentran cerca de la costa de mares o de cuerpos de agua de menor tamaño como lagos y lagunas. Hay cerca de 2.000 especies descriptas mundialmente.
Helaeomyia petrolei es el único insecto que se conozca cuya larva vive en petróleo crudo natural. Otra especie notable es Ephydra hians que vive en grandes cantidades en el Lago Mono (Mono Lake) con su extrema salinidad.

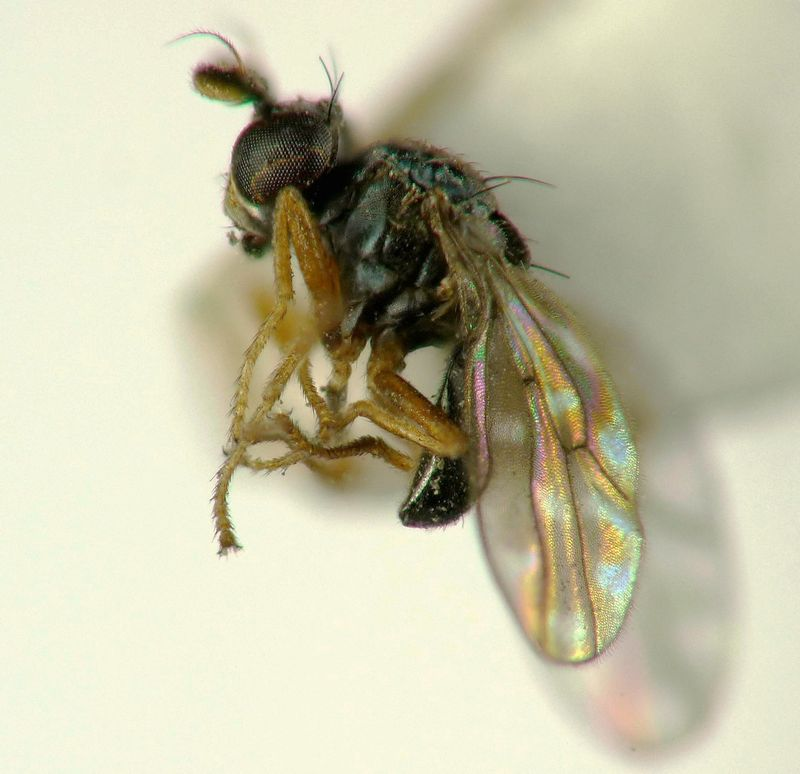
Hyadina pulchella observe el diseño de las alas y las aristas plumosas.

Venas del ala de Discomyza

## Descripción
Son moscas sumamente pequeñas (0,9 a 7,0 mm.), negras o grises. Las alas a veces presentan un diseño. La costa tiene dos interrupciones, una en la primera sección (cerca de la vena humeral transversal) y otra cerca del final de la vena 1. La segunda célula basal no está separada de la célula discal. La arista carece de vellos o los tiene solamente en la parte superior (parte superior plumosa). La apertura bucal es muy grande en algunas especies.

## Larva

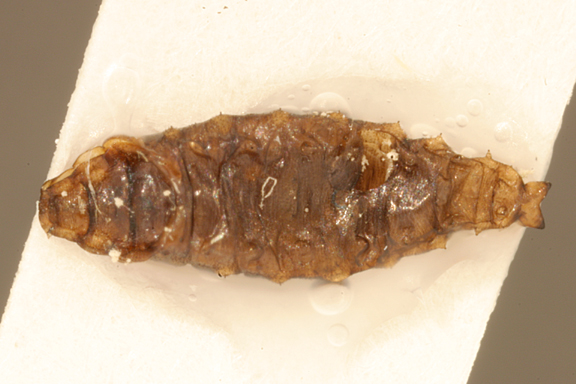
Helaeomyia petrolei, larva

En la tribu Notiphilini la cabeza está reducida al esqueleto cefálico. No hay espiráculos anteriores y los posteriores se extienden como espinas. Las larvas de los otros taxones son similares a las de Sciomyzidae, con los espiráculos posteriores en los ápices de ramas divergentes con una base común. Se pueden diferenciar por segmentos torácicos cortos (como los abdominales) y por la ausencia de arcos ventrales conectando los ganchos bucales.

## Hábitats

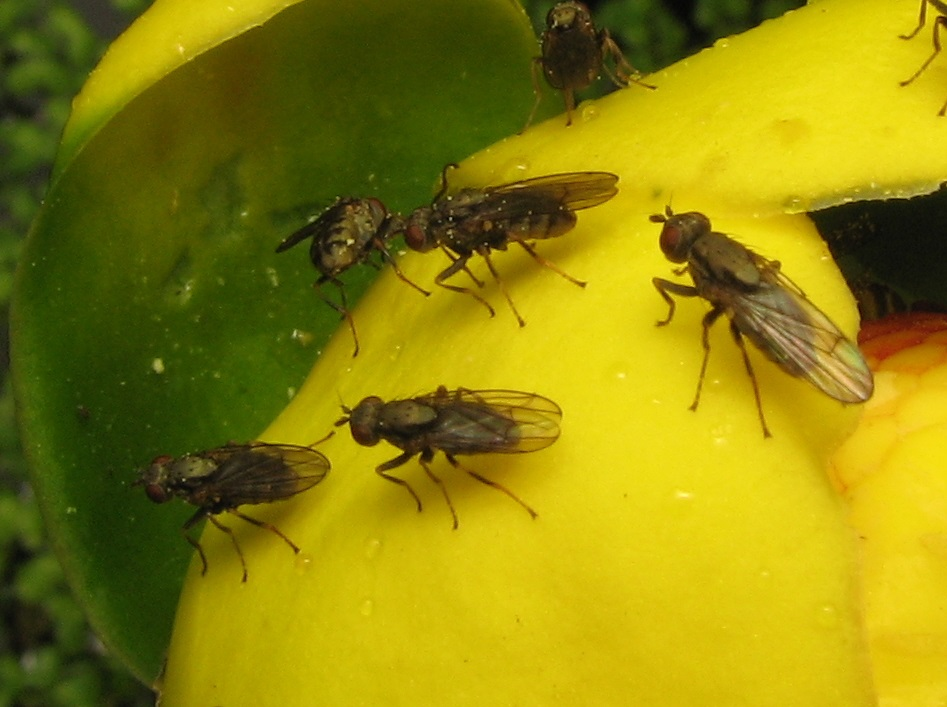
Notiphila sp. en flor de Nymphaeaceae

Las moscas efídridas ocupan una variedad de hábitats acuáticos de costa y pantanales incluyendo fuentes termales, lagunas de petróleo, lagunas salitrosas, lagos alcalinos y humedales. Los imagos son herbívoros, alimentándose de algas microscópicas y bacterias (Paracoenia, Ephydra), aunque algunas son predadoras (Ochthera, Ephydrinae). La mayoría de las larvas también son fitófagas, pastoreando plantas acuáticas (incluso arroz cultivado), otras se alimentan de algas o son saprofitas. Las larvas de Trimerina son predadoras. Algunas especies son una fuente importante de alimento para otros animales. Otras causan daño a las cosechas.
Las larvas de algunos efídridos viven en hábitats desusados. Por ejemplo Ephydra brucei vive en aguas termales y en géiseres donde la temperatura puede pasar de 45 °C, algunas Scatella viven en aguas sulfurosas; Helaeomyia petrolei se desarrolla en charcos de petróleo crudo y Ephydra cinera vive en lagunas salitrosas. Algunas tienen importancia para la salud pública porque viven en agua de cloaca o en tanques sépticos.

## Lista de especies
- Paleártico Occidental
- Neártico
- Japón

Ver Descripción de familias e ilustraciones

## Filogenia
|  | Drosophilidae+Camillidae                                              |
|  |                                                                       |
|  | \| \| Ephydridae \| \| \| \| \| \| Diastatidae sensu lato \| \| \| \| |
|  |                                                                       |
|  | Ephydridae                                                            |
|  |                                                                       |
|  | Diastatidae sensu lato                                                |
|  |                                                                       |

|  | Ephydridae             |
|  |                        |
|  | Diastatidae sensu lato |
|  |                        |

|  | Drosophilidae+Camillidae                                              |
|  |                                                                       |
|  | \| \| Ephydridae \| \| \| \| \| \| Diastatidae sensu lato \| \| \| \| |
|  |                                                                       |
|  | Ephydridae                                                            |
|  |                                                                       |
|  | Diastatidae sensu lato                                                |
|  |                                                                       |

|  | Ephydridae             |
|  |                        |
|  | Diastatidae sensu lato |
|  |                        |

|  | Drosophilidae+Camillidae                                              |
|  |                                                                       |
|  | \| \| Ephydridae \| \| \| \| \| \| Diastatidae sensu lato \| \| \| \| |
|  |                                                                       |
|  | Ephydridae                                                            |
|  |                                                                       |
|  | Diastatidae sensu lato                                                |
|  |                                                                       |

|  | Ephydridae             |
|  |                        |
|  | Diastatidae sensu lato |
|  |                        |

|  | Drosophilidae+Camillidae                                              |
|  |                                                                       |
|  | \| \| Ephydridae \| \| \| \| \| \| Diastatidae sensu lato \| \| \| \| |
|  |                                                                       |
|  | Ephydridae                                                            |
|  |                                                                       |
|  | Diastatidae sensu lato                                                |
|  |                                                                       |

|  | Ephydridae             |
|  |                        |
|  | Diastatidae sensu lato |
|  |                        |

|  | Curtonotidae+Drosophilidae |
|  |                            |

|  | Campichoetidae                                                        |
|  |                                                                       |
|  | \| \| Ephydridae+Camillidae \| \| \| \| \| \| Diastatidae \| \| \| \| |
|  |                                                                       |
|  | Ephydridae+Camillidae                                                 |
|  |                                                                       |
|  | Diastatidae                                                           |
|  |                                                                       |

|  | Ephydridae+Camillidae |
|  |                       |
|  | Diastatidae           |
|  |                       |

|  | Curtonotidae+Drosophilidae |
|  |                            |

|  | Campichoetidae                                                        |
|  |                                                                       |
|  | \| \| Ephydridae+Camillidae \| \| \| \| \| \| Diastatidae \| \| \| \| |
|  |                                                                       |
|  | Ephydridae+Camillidae                                                 |
|  |                                                                       |
|  | Diastatidae                                                           |
|  |                                                                       |

|  | Ephydridae+Camillidae |
|  |                       |
|  | Diastatidae           |
|  |                       |

|  | Curtonotidae+Drosophilidae |
|  |                            |

|  | Campichoetidae                                                        |
|  |                                                                       |
|  | \| \| Ephydridae+Camillidae \| \| \| \| \| \| Diastatidae \| \| \| \| |
|  |                                                                       |
|  | Ephydridae+Camillidae                                                 |
|  |                                                                       |
|  | Diastatidae                                                           |
|  |                                                                       |

|  | Ephydridae+Camillidae |
|  |                       |
|  | Diastatidae           |
|  |                       |

|  | Curtonotidae+Drosophilidae |
|  |                            |

|  | Campichoetidae                                                        |
|  |                                                                       |
|  | \| \| Ephydridae+Camillidae \| \| \| \| \| \| Diastatidae \| \| \| \| |
|  |                                                                       |
|  | Ephydridae+Camillidae                                                 |
|  |                                                                       |
|  | Diastatidae                                                           |
|  |                                                                       |

|  | Ephydridae+Camillidae |
|  |                       |
|  | Diastatidae           |
|  |                       |

### Identificación
- Andersson, H. (1971), The European species of Limnellia (Dipt., Ephydridae). Entomologica Scandinavica 2: 53–59.Key to European species.
- Becker, T. (1926), Ephydridae. 56a. In: Lindner, E. (Ed.). Die Fliegen der palaearktischen Region 6: 1–115. Keys to Palaearctic species but now needs revision (in German).
- Canzoneri, S. & Meneghini, D. (1983), Ephydridae e Canaceidae. Fauna d’Italia XX.Revision of the Italian species for these two families (in Italian).
- Mathis, W.N. & Zatwarnicki, T. (1990), A revision of the western Palaearctic species of Athyroglossa (Diptera: Ephydridae). Transactions of the American Entomological Society 116: 103–133. Revision of the West Palaearctic species of the genus.
- E.P. Narchuk Family Ephydridae in Bei-Bienko, G. Ya, 1988 Keys to the insects of the European Part of the USSR Volume 5 (Diptera) Part 2 English edition.
- Zatwarnicki, T. (1997), Ephydridae. In: Nilsson, A. (Ed.) Aquatic Insects of North Europe (A Taxonomic Handbook). Apollo Books, Stenstrup, Denmark. Includes a key (in English) to the genera.